# Степанов Володимир Тимофійович
Володимир Тимофійович Степанов (1 березня 1928, село Серебряне, тепер Ржаксинського району Тамбовської області, Російська Федерація) — радянський казахський державний діяч, 1-й секретар Північно-Казахстанського обласного комітету КП Казахстану. Член Центральної Ревізійної комісії КПРС у 1986—1989 роках. Депутат Верховної Ради СРСР 11-го скликання.

## Життєпис
У 1945—1950 роках — студент Білоруської сільськогосподарської академії, вчений-агроном.
У 1950—1952 роках — агроном-овочівник радгоспу № 1 управління Омської залізниці Петропавловського району Північно-Казахстанської області.
У 1952—1958 роках — головний агроном, директор Асановської машинно-тракторної станції (МТС) Петропавловського району Північно-Казахстанської області.
Член КПРС з 1956 року.
У 1958—1959 роках — начальник Соколовської районної інспекції із сільського господарства Північно-Казахстанської області.
У 1959—1961 роках — секретар Конюховського районного комітету КП Казахстану Північно-Казахстанської області.
У 1961—1968 роках — заступник завідувача, завідувач сільськогосподарського відділу Північно-Казахстанського обласного комітету КП Казахстану.
У 1968 — квітні 1981 року — секретар Північно-Казахстанського обласного комітету КП Казахстану з питань сільського господарства.
У квітні 1981 — 27 квітня 1988 року — 1-й секретар Північно-Казахстанського обласного комітету КП Казахстану.
З квітня 1988 року — персональний пенсіонер союзного значення в Москві.

## Нагороди і звання
- орден Леніна
- орден Жовтневої Революції
- чотири ордени Трудового Червоного Прапора
- два ордени Дружби народів
- медалі